# Bernarda Albas Haus
Bernarda Albas Haus. Tragödie von den Frauen in den Dörfern Spaniens (spanisch: La Casa de Bernarda Alba. Drama de mujeres en los pueblos de España) ist ein dreiaktiges Drama des spanischen Autors Federico García Lorca (1898–1936).
Es wurde zwei Monate vor Lorcas Tod im Jahre 1936 fertiggestellt. Eine deutsche Übersetzung ist im Reclam-Verlag erschienen. Bernarda Albas Haus bildet gemeinsam mit Yerma und Bluthochzeit (Bodas de sangre) eine Trilogie (trilogía de tragedias rurales) über die Rolle der Frau und deren Unterdrückung im Spanien der 1930er Jahre.
Die Handlungsführung des Werkes ist sehr einfach und beschränkt sich auf die handelnden Personen. So taucht im ganzen Werk kein einziger Mann auf.

## Inhalt
Die Handlung beginnt mit dem Tod des zweiten Ehemannes von Bernarda, Antonio María Benavides. Die Familientradition verlangt, dass die Witwe nach der Totenmesse ihre fünf Töchter zu acht Jahren Trauer verpflichtet. Für die jungen Frauen bedeutet das die komplette Isolation von ihrer Außenwelt. Damit beginnt der zentrale Konflikt des Dramas. Angustias ist die einzige Tochter aus erster Ehe und erbte von ihrem Vater ein Vermögen. Aufgrund dessen und weil sie die älteste der Töchter ist, hat sie die Erlaubnis, sich mit Pepe el Romano zu verloben. Adela, mit 20 Jahren die jüngste, rebelliert gegen die strenge Ordnung ihrer Mutter und verliebt sich ebenfalls in Pepe el Romano, welcher ihre Liebe erwidert. Trotzdem entscheidet dieser sich aus finanziellen Gründen für die Heirat mit Angustias. Pepe el Romano trifft sich nachts nicht nur mit seiner zukünftigen Ehefrau Angustias, sondern auch heimlich mit Adela. Martirio, ihre eifersüchtige Schwester, denunziert Adela vor ihrer Mutter. In dem Wunsch die Ordnung des Hauses wiederherzustellen, schießt Bernarda im Hof mit einem Gewehr auf Pepe el Romano. Als Adela den Schuss hört, glaubt sie fälschlicherweise, dass ihr Geliebter tot sei. Daraufhin nimmt sich Adela das Leben.

## Hauptpersonen
- Bernarda Alba (60 Jahre): Mutter von fünf Töchtern. Sie lebt gemeinsam mit ihren Kindern, ihrer alten Mutter und zwei Mägden in einem Haus in einem andalusischen Dorf. Zu Beginn der Handlung verstirbt Bernardas Ehemann, und so wird sie zur Herrin des Hauses. Für sie ist das wichtigste, was im Dorf über sie und ihre Familie erzählt wird, und so ist sie ständig darum bemüht, eine Fassade aufrechtzuerhalten, um die Familienehre zu wahren. Bernarda führt ein tyrannisches Regiment im Haus, das für ihre unverheirateten Töchter zu einem Gefängnis wird. Besonders zwischen ihr und der jüngsten Tochter Adela kommt es häufig zu Konflikten.
- María Josefa (80 Jahre): Bernarda Albas Mutter. Bernarda sperrt die Mutter in ihrem Zimmer ein, denn sie schämt sich für sie. Zwischen den beiden kommt es ebenfalls zu Konflikten, da sich María Josefa gegen Bernarda auflehnt und von Heiratsplänen und Familienwünschen spricht.
- Die Töchter:
  - Angustias (39 Jahre): Ist die älteste Tochter von Bernarda und deren erstem Mann. Sie wird als unattraktiv beschrieben und hat als einzige der Töchter von ihrem verstorbenen Vater Vermögen geerbt. Sie ist noch unverheiratet, plant aber eine Hochzeit mit Pepe El Romano.
  - Magdalena (30 Jahre): Magdalena ist sehr unscheinbar und spielt eine untergeordnete Rolle in diesem Drama. Allerdings kommt sie ihrer jüngeren Schwester Adela gelegentlich zu Hilfe. Magdalena leidet besonders unter dem Tod ihres Vaters, da sie dessen Lieblingstochter war.
  - Amelia (27 Jahre): Wie ihre Schwester Magdalena hat auch Amelia keine tragende oder vordergründige Rolle.
  - Martirio (24 Jahre): Tochter von Bernarda. Martirio ist eifersüchtig auf ihre Schwester Angustias, da diese Pepe El Romano heiraten will, den auch sie liebt. Sie weiß als einzige zufällig von der Beziehung zwischen Pepe El Romano und Adela, was ihr Anlass gibt, auch auf diese eifersüchtig zu sein. Sie ist intrigant und spielt die einzelnen Familienmitglieder gegeneinander aus. Für sie ist ihr eigener Vorteil das Wichtigste.
  - Adela (20 Jahre): Die jüngste Tochter. Im Gegensatz zu ihren Schwestern ist Adela hübsch und attraktiv. Als Einzige lehnt sie sich gegen ihre tyrannische Mutter auf und versucht, aus dem gesellschaftlichen System auszubrechen. Adela trifft sich heimlich und verbotenerweise auch mit Pepe El Romano. Sie glaubt daran, dass er sie liebt und heiraten will. Als herauskommt, dass die beiden ein Verhältnis miteinander haben, versucht die Mutter ihn zu erschießen. Adela glaubt fälschlicherweise, dass das passiert ist und erhängt sich.
- La Poncia (60 Jahre): Arbeitet seit 30 Jahren als Magd in Bernarda Albas Haus. Sie wird von Bernarda regelmäßig losgeschickt, um diese über das Leben und den Klatsch im Dorf auf dem Laufenden zu halten. Sie ist der einzige Kontakt zur „Außenwelt“.
- Pepe El Romano (25 Jahre): Ist der attraktivste Mann im Dorf, hat aber keine Sprechrolle. Er und Angustias wollen heiraten, doch offenbar liebt er nicht sie, sondern ihr Geld. Er trifft sich heimlich mit der jüngsten Tochter Adela. Auch Martirio ist in Pepe verliebt, er allerdings nicht in sie.

## Adaptionen
- 1987 wurde das Stück vom spanischen Regisseur Mario Camus mit Ana Belén in der Rolle der Adela verfilmt. Eine weitere Verfilmung für das britische Fernsehen entstand 1991 mit Glenda Jackson als Bernarda Alba und Amanda Root als Adela.
- Aribert Reimanns im Jahre 2000 uraufgeführte Oper Bernarda Albas Haus basiert auf diesem Stück.
- Miquel Ortegas spanischsprachige Oper La casa de Bernarda Alba wurde 2007 in Brașov (Rumänien) uraufgeführt und 2018 in einer Kammerfassung im Teatro de la Zarzuela in Madrid gespielt.
- Am 17. Februar 2008 hatte am Theater Osnabrück ein Tanzstück von Marco Santi Premiere, welches auf Bernarda Albas Haus basiert.
- 2008 brachte Frank Soehnle mit Töchter und Dämonen Szenen aus Bernarda Albas Haus als Puppenspiel auf die Bühne des Theater Waidspeicher in Erfurt.
- 2011 zeigte das Simon Dach Projekttheater (Leitung: Peter Wittig) im theaterforum kreuzberg (Berlin) unter dem Titel Lorca. Bernarda. Fragen eine politisch akzentuierte Adaption, ergänzt durch weitere Texte von Lorca sowie von Pablo Neruda und Rafael Alberti.
- Am 2. April 2015 fand die Premiere des Stücks in der deutschen Fassung von Hans Magnus Enzensberger am Staatsschauspiel Dresden statt.